# Batalha de Arar
Batalha do Arar foi travada entre as tribos migrantes dos helvécios e quatro legiões romanas — VII, VIII, IX Hispana e a X Equestris — sob o comando de Júlio César em 58 a.C. Foi a primeira grande batalha das Guerras Gálicas.[carece de fontes?]

## Batalha
Os helvécios (em latim: helvetii) eram uma tribo originária do território onde hoje está a Suíça, que, pouco antes da batalha contra César, havia iniciado uma migração em massa através da Gália para chegar na costa do Atlântico. 
Em Genebra, os romanos destruíram a ponte de madeira sobre o Ródano e construíram dezenove milhas de fortificações. Os helvécios tentaram migrar por outro caminho e estavam cruzando o rio Arar (moderno Saône) utilizando balsas e barcos. César soube da travessia e marchou para enfrentá-los. Três quartos das forças helvécias já haviam cruzado o rio e César massacrou a quarta parte final que ficou do lado esquerdo, onde estava, matando muitos e espalhando o resto para as florestas vizinhas.
As negociações de paz fracassaram e os helvécios reiniciaram a migração com os romanos seguindo de perto. Depois de quinze dias de perseguição, César, quase sem suprimentos, decidiu criar uma distração na Batalha de Bibracte. Os helvécios atacaram os romanos, mas sofreram uma decisiva derrota.
Os helvécios derrotados por César eram da "pago" (em latim: "pagus") dos tigurinos que, em 107 a.C., tinham assassinado o cônsul Lúcio Cássio Longino e também o legado Lúcio Calpúrnio Pisão, o avô de Lúcio Calpúrnio Pisão, sogro de Júlio César, na desastrosa Batalha de Burdígala durante a Guerra Címbria.[carece de fontes?]